# Mayflower (schip, 1609)
De Mayflower was een schip waarin een aantal Engelse kolonisten naar Amerika voer om daar een nieuw leven, vrij van religieuze vervolging, te beginnen. Het schip werd gebouwd op een scheepswerf die toebehoorde aan de legendarische familie Darley. De kapitein was Christopher Jones uit Harwich. Het schip vertrok op 16 september 1620 uit Plymouth en had 102 kolonisten aan boord, voor een deel leden van een kolonie die een aantal jaren in Leiden had gewoond.
De mensen die op de Mayflower arriveerden staan in de Verenigde Staten bekend als de Pilgrim Fathers. De Pilgrim Fathers waren een groep 'dissenters', religieus andersdenkenden die ervan overtuigd waren dat de bestaande Anglicaanse Kerk niet meer verzoend kon worden met hun geloof. Ze kwamen in conflict met de Engelse autoriteiten en vluchtten in 1609 vanuit hun huizen in Scrooby (Yorkshire) naar Leiden in Nederland. Toen ze hoorden dat de Virginia Company voordelen gaf aan reizen in groepen dienden ze hun aanvraag in voor een vergunning (patent). Ze vernamen echter dat Virginia een Anglicaanse nederzetting was en besloten in plaats daarvan de hulp van de Londense handelaar Thomas Weston te aanvaarden toen die aanbood hun reis te financieren. Ze dienden een aanvraag in voor een vergunning naar New England.
In juli 1620 werd een naamloze vennootschap opgericht van handelaars en Pilgrims. Hun overeenkomst hield in dat de Pilgrims het land zouden bebouwen, huizen zouden bouwen, en vissen, en dat gedurende zeven jaren. Na deze periode zou de winst van de onderneming gedeeld worden tussen de twee partijen. Op dat ogenblik beschikten ze alleen over een patent van de Virginia Company, maar ze besloten ondanks de wettelijke onzekerheid te vertrekken. Oorspronkelijk zouden de Pilgrims op twee zeilschepen reizen, de Mayflower en de Speedwell, maar de Speedwell was lek en kon niet mee uitvaren.
Na een reis van twee maanden, waarin een opvarende stierf en een baby werd geboren, die de naam Oceanus Hopkins kreeg, kwamen de Pilgrims aan in de Nieuwe Wereld. Ze stichtten daar de Plymouth Colony, een kolonie op religieuze basis, en hingen een sobere levensstijl aan. Veel inwoners van de VS zijn er erg trots op als ze een voorouder kunnen aanwijzen die nog met de Mayflower naar Amerika gekomen is.
Op 5 april 1621 begon de Mayflower aan de terugreis naar Groot-Brittannië. Het schip was volgeladen met beverhuiden, maar werd op zee overvallen door Franse kapers en leeggeroofd.

## Wampanoag
De American Indian stam van de Wampanoag's was hier - naar eigen zeggen - al duizenden jaren gevestigd toen de kolonisten van de Mayflower voet aan wal zetten en hun nederzetting Plymouth stichtten. Zij spraken het Wampanoag . Zij hielpen de kolonisten te overleven die eerste tijd, maar toen deze groep groeide in aantal, eiste zij meer land en ging al spoedig domineren. Het kwam tot wapengeweld. Leden van de stam leven nog in de regio en verspreid over de VS en zij proberen hun tradities te herstellen en te beleven en door te geven aan hun kinderen. De federale overheid erkent de stam inmiddels als gesprekspartner en het museum laat nu de twee kanten van de geschiedenis zien.